# Elias James Corey
Elias James Corey (sinh ngày 12 tháng 7 năm 1928) là một nhà hóa học hữu cơ người Mỹ. Ông nhận Giải Nobel Hóa học năm 1990 "for his development of the theory and methodology of organic synthesis (tạm dịch: cho những phát triển về mặt lý thuyết và phương pháp nghiên cứu trong lĩnh vực tổng hợp hữu cơ)", đặc biệt là trong phuơng pháp phân tích tổng hợp ngược (retrosynthesis analysis).
Corey được đánh giá là một trong những nhà hóa học vĩ đại nhất hiện còn sống. Ông đã phát triển nhiều thuốc thử dùng trong lĩnh vực tổng hợp hữu cơ. Đồng thời, Corey đã đưa ra nhiều phương pháp nghiên cứu và phát triển quá trình tổng hợp toàn phần (total synthesis). Những đóng góp này của ông đã góp phần thúc đẩy sự tiến bộ của lĩnh vực tổng hợp hữu cơ. 

## Tiểu sử
E.J. Corey được sinh ra trong gia đình có mẹ, bà Fatima Corey (nhũ danh: Hasham), là một người Mỹ nhập cư gốc Liban theo Chính thống giáo Hy Lạp. Cha ông là Elias Corey đến từ thành phố Methuen, bang Massachusetts, cách thủ phủ Boston 50 km (31 dặm) về phía bắc. Họ Corey của ông được Anh hóa từ "Khoury", có nghĩa là linh mục trong tiếng Ả Rập Levant. Bà Fatima đã đổi tên ông từ "William" thành "Elias" để vinh danh cha ông, người đã mất 18 tháng sau khi Corey chào đời. Thời niên thiếu của Corey chủ yếu là sống cùng người mẹ góa chồng, anh trai, 2 chị gái, dì, và chú trong một ngôi nhà rộng lớn. Tuy nhiên, trong cuộc Đại suy thoái, cả gia đình Corey đã phải chật vật để sinh sống qua ngày. Khi còn nhỏ, Corey rất độc lập và thích các môn thể thao như bóng chày, bóng bầu dục, và đi bộ đường dài. Ông theo học một trường tiểu học Công giáo tư thục. Sau này, ông lên học tại Trường Trung học Lawrence - một công lập ở thành phố Lawrence, bang Massachusetts.
Năm 16 tuổi, Corey nhập học tại Viện Công nghệ Massachusetts (MIT). Tại đây, ông nhận bằng Cử nhân năm 1948 và bằng Tiến sĩ năm 1951 dưới sự hướng dẫn của Giáo sư John C. Sheehan. Khi mới nhập học, toán học là những gì Corey biết được về lĩnh vực khoa học, và ông đã chọn theo đuổi ngành kỹ sư. Tuy nhiên, sau khi học lớp hóa học đầu tiên ở năm hai, ông bắt đầu suy nghĩ lại về các kế hoạch nghề nghiệp dài hạn của mình và chọn tốt nghiệp với tấm bằng Cử nhân Hóa học. Ngay sau đó, theo lời mời của Giáo sư John C. Sheehan, Corey ở lại MIT để lấy bằng Tiến sĩ Hóa học. Sau khi hoàn thành chương trình Tiến sĩ, ông được mời làm việc tại Đại học Illinois tại Urbana–Champaign, nơi ông chính thức trở thành Giáo sư Hóa học vào năm 1956 ở tuổi 27. Cũng tại ngôi trường này, vào năm 1952, Corey trở thành thành viên của chi hội Zeta thuộc Hội Alpha Chi Sigma (một hội huynh đệ chuyên về lĩnh vực hóa học). Năm 1959, ông chuyển đến Đại học Harvard, nơi ông hiện là Giáo sư Danh dự trong ngành hóa học hữu cơ. Nhóm của Corey luôn duy trì một chương trình nghiên cứu tích cực. Corey đã chọn làm việc trong lĩnh vực hóa học hữu cơ vì "its intrinsic beauty and its great relevance to human health (tạm dịch: vẻ đẹp nội tại của nó và sự liên quan to lớn của nó đến sức khỏe con người)". Ngoài ra, ông cũng là cố vấn cho tập đoàn Pfizer trong hơn 50 năm.
Trong số nhiều danh hiệu, Corey đã được trao tặng Huân chương Khoa học Quốc gia năm 1988, Giải Nobel Hóa học năm 1990, và danh hiệu cao quý nhất của Hiệp hội Hóa học Hoa Kỳ (American Chemical Society hay ACS) là Huân chương Priestley năm 2004.

## Những đóng góp tiêu biểu

### Các loại thuốc thử
E.J. Corey đã phát triển nhiều loại thuốc thử mới dùng trong lĩnh vực hóa học tổng hợp như: 
- Pyridinium chlorochromate (PCC) hay thuốc thử Corey-Suggs là một hợp chất được sử dụng rộng rãi trong phản ứng oxy hóa alcohol (bậc 1 hoặc bậc 2) thành aldehyde hoặc keton tương ứng. PCC có nhiều ưu điểm vượt trội khi so với các chất oxy hóa khác trên thị trường. Cụ thể hơn, PCC là một chất rắn màu vàng ổn định trong không khí và chỉ hơi hút ẩm. Không giống như các chất oxy hóa khác, PCC chỉ cần khoảng 1,5 đương lượng để hoàn thành một quá trình oxy hóa. Sơ đồ (Scheme) 1 bên dưới minh họa của cơ chế của PCC trong phản ứng oxy hóa.

Trong sơ đồ trên, oxy của nhóm alcohol bậc 1 tấn công nucleophilic và thay thế nguyên tử clo trên kim loại crôm(VI) mang điện tính dương. Ion âm clorua sau đó đóng vai trò làm base để giúp tạo ra sản phẩm aldehyde và crôm(IV). 
PCC có tính acid nhẹ giúp ích trong các phản ứng tạo vòng với alcohol và alken. Sơ đồ 2 bên dưới là một minh họa của PCC trong phản ứng tạo vòng.
Tương tự như sơ đồ 1, phản ứng oxy hóa của alcohol bậc 1 giúp tạo ra aldehyde. Nhóm aldehyde này có thể tham gia phản ứng Prins với nhóm alken liền kề. Sau phản ứng tách (elimination) và oxy hóa, sản phẩm cuối cùng thu được là một keton dạng vòng. Nếu thêm vào chất bột phụ trợ natri axetat, các phản ứng (b, c, d) sau bước oxy hóa ban đầu để tạo thành aldehyde sẽ bị ức chế. 
Tính bền vững trong phản ứng oxi hóa của PCC cũng giúp cho nó trở nên hữu ích trong quá trình tổng hợp toàn phần. Sơ đồ 3 bên dưới minh họa quá trình tổng hợp toàn phần hợp chất caribenol A. Có thể thấy, PCC giúp thực hiện phản ứng chuyển vị oxi hóa Dauben với alcohol bậc 3 thông qua phản ứng chuyển vị sigmatropic [3,3].
- Tert-Butyldimethylsilyl ether (TBS), triisopropylsilyl ether (TIPS), và methoxyethoxymethyl (MEM) là các nhóm bảo vệ alcohol phổ biến. Việc phát triển các nhóm bảo vệ này đã cho phép tổng hợp nhiều hợp chất thiên nhiên chứa các nhóm chức không thể chịu được những biến đổi từ phản ứng hóa học. Mặc dù các nhà hóa học trong lĩnh vực tổng hợp hữu cơ đã cố gắng giảm thiểu việc sử dụng nhóm bảo vệ, vẫn rất ít bài báo cáo tổng hợp chất thiên nhiên hoàn toàn không sử dụng các nhóm này. Kể từ năm 1972, TBS đã trở thành nhóm bảo vệ chứa nguyên tố silic phổ biến nhất. TBS vẫn ổn định khi áp dụng phương pháp sắc ký và có thể phá hoặc tách rời trong điều kiện kiềm hoặc acid. Quan trọng hơn, các ether TBS bền với các cacbon có tính ái nhân (nucleophile) như chất thử Grignard hay enolat. Sơ đồ 4 bên dưới minh họa điều kiện cụ thể để tách rời nhóm bảo vệ TBS khỏi alcohol.

Có thể thấy, acid camphorsulfonic (CSA) chọn lọc tách rời nhóm ether TBS bậc 1. Các ether TIPS và ether TBS bậc 3 không bị ảnh hưởng trong môi trường acid. Các phương pháp khác giúp tách nhóm TBS bao gồm sử dụng các loại acid (kể cả acid Lewis) và các muối fluoride. 

Nhóm bảo vệ TIPS giúp tăng tính chọn lọc để ưu tiên bảo vệ nhóm alcohol bậc 1 hơn so với bảo vệ nhóm alchol bậc 2 và bậc 3. Các ether TIPS ổn định hơn trong điều kiện acid và kiềm so với ether TBS, nhưng lại khó tách rời hơn. Các thuốc thử phổ biến nhằm tách ether TIPS sử dụng điều kiện tương tự như các ether TBS, nhưng thời gian phản ứng phải kéo dài hơn.
Thông thường, muối TBAF (Tetra-n-butylammonium fluoride hay Bu4NF) có thể phá các ether TBS. Tuy nhiên, các ether TBS có cản trở không gian (steric hinderance) vẫn có thể tồn tại ngay cả sau khi loại bỏ ether TIPS bậc 1. Sơ đồ 5 bên trên là minh họa cho hiện tượng này khi chỉ có ether TIPS bậc 1 bị phá, còn ether TIPS bậc 2 và ether TBS bậc 3 vẫn tồn tại.  

Nhóm bảo vệ MEM lần đầu tiên được Corey mô tả vào năm 1976. Nhóm bảo vệ này có tính phản ứng và độ bền tương tự như các ether chứa nhóm alkyl và nhóm methyl khác trong điều kiện acid. Môi trường acid thông thường có thể phá nhóm bảo vệ MEM. Tuy nhiên, việc thêm vào các halogen kim loại có thể làm gia tăng đáng kể quá trình tách nhóm bảo vệ này. Sơ đồ 6 bên dưới là minh họa cho việc sử dụng halogen kim loại ZnBr2 để phá nhóm bảo vệ ether MEM trong quá trình tổng hợp toàn phần chất L-659 699. 
- 1,3-Dithiane là một hợp chất dị vòng chứa 2 nguyên tố lưu huỳnh và được xem là một dạng tạm thời của nhóm carbonyl. 1,3-dithiane đảo ngược tính phản ứng của nhóm carbonyl trong các phản ứng thế và phản ứng cộng. Quá trình dithiane hóa đã giúp hình thành khái niệm hóa học umpolung - một khái niệm quan trọng trong tổng hợp hữu cơ ngày nay. Các dithiane có thể được tổng hợp bằng acid Lewis hoặc trực tiếp từ các hợp chất chứa nhóm carbonyl. Sơ đồ 7 bên dưới minh họa quá trình tổng hợp 1,3-dithiane bằng acid Lewis BF3OEt2.

Dithiane có độ pKa xấp xỉ 30. Điều này cho phép phản ứng khử proton (deprotonation) diễn ra khi cho thuốc thử lithi chứa nhóm alkyl, thường là n-butyllithi, tác dụng với dithiane.  

Phản ứng giữa dithiane và aldehyde hiện được gọi là phản ứng Corey-Seebach. Hợp chất dithiane, sau khi bị khử proton, đóng vai trò là ion âm chứa nhóm acyl và có thể phản ứng với các chất ái điện tử (electrophile) xung quanh. Hợp chất HgO thường sử dụng để phá nhóm dithiane để tạo ketone. Sơ đồ 8 bên dưới minh họa phản ứng khử proton bằng n-butylithi (n-buLi) và tấn công ái điện tử với hợp chất dimetyl oxalate trong quá trình tổng hợp toàn phần hợp chất Aplasmomycin. 
- Corey cũng nghiên cứu chi tiết về quá trình tạo vòng từ các polyolefin mang ion dương nhằm ứng dụng trong sản xuất cholesterol từ các hợp chất terpene thực vật có cấu trúc đơn giản hơn dưới xúc tác enzym. Ông đã làm sáng tỏ phản ứng tạo vòng đặc biệt này bằng cách nghiên cứu trước về quá trình tổng hợp sinh học của các sterol từ hợp chất squalene.

### Các phương pháp nghiên cứu
Ngày nay, một số phản ứng được phát triển trong phòng thí nghiệm của Corey đã trở nên phổ biến và được ứng dụng nhiều trong lĩnh vực hóa học tổng hợp hữu cơ. Từ năm 1950, nhóm Corey đã tạo ra ít nhất 302 phương pháp. Nhiều phản ứng được đặt theo tên của Corey:
- Phản ứng khử Corey-Itsuno, hay còn được gọi là phản ứng khử Corey-Bakshi-Shibata (CBS), là phản ứng khử chọn lọc đồng phân quang học (enantioselective) để chuyển hóa nhóm ketone thành alcohol trong môi trường xúc tác bởi chất oxazaborolidin (xúc tác CBS). Các boran khác nhau có thể được sử dụng làm chất khử theo tỉ lệ hóa học (stoichiomeric). Nhóm Corey lần đầu tổng hợp chất xúc tác này bằng cách sử dụng boran và acid amin lập thể (chiral) prolin. Sơ đồ 9 minh họa quá trình tổng hợp chất xúc tác CBS từ acid amin prolin.

Sau này, Corey đã chứng minh rằng những hợp chất boran chứa các nhóm thế có thể được làm quá trình tổng hợp dễ dàng và ổn định hơn.
Sơ đồ 10 bên dưới minh họa cho cơ chế của phản ứng khử Corey-Itsumo. Có thể thấy, phản ứng bắt đầu với chất xúc tác CBS, với tính kiềm nhẹ tại nguyên tử nitơ, liên kết với với chất khử boran. Do nitơ cho electron kém, tính axit Lewis của nguyên tử bor hầu như không thay đổi, và điều này phép chất xúc tác liên kết với cơ chất ketone. Phức hợp giữa chất xúc tác và cơ chất xảy ra từ cặp electron đơn dễ tiếp cận nhất tại nguyên tử oxy của nhóm cacbonyl. Khi phức hợp được hình thành, hiện tượng quay vòng của liên kết B-O bị hạn chế do nhóm phenyl gần kề gây ra hiện tượng cản trở không gian. 
Sự di chuyển của hydride từ boran đến nguyên tử cacbon có tính ái lực điện tử của nhóm chức ketone xảy ra trong trạng thái chuyển tiếp từ dạng vòng 6 thành viên thành dạng vòng 4 thành viên. Cuối cùng, quá trình này tạo ra sản phẩm lập thể và tái hình thành chất xúc tác.
Phản ứng CBS rất hữu dụng đối với các nhà hóa học tổng hợp các hợp chất thiên nhiên. Corey và các cộng sự đã tổng hợp chất dysidiolide thông qua phản ứng khử chọn lọc đồng phân quang học sử dụng chất xúc tác CBS và phức hợp boran-dimethyl sulfit. Sơ đồ 11 bên dưới là minh họa quá trình tổng hợp Dysidiolide. 
- Phản ứng Corey-Fuchs là phương pháp tổng hợp nhóm chức alkyn ở đầu dãy thông qua quá trình đồng đẳng hóa thêm một cacbon của nhóm aldehyde với triphenylphosphine (PPh3)và tetrabromua cacbon (CBr4). Cơ chế phản ứng này cũng tương tự như việc kết hợp cơ chế của phản ứng Wittig và phản ứng Appel. Phản ứng giữa ylide photpho (được hình thành nội vị sau khi phản ứng PPh3 với CBr4) với cơ chất aldehyde cho ra sản phẩm dibromoolefin.

Khi phản ứng dibromolefin với 2 phần tương đương n-butyllithi sẽ xảy ra quá trình trao đổi halogen với lithium và phản ứng khử proton tạo ra hợp chất lithium acetylide. Phản ứng thủy phân của lithium acetylide sẽ tạo sản phẩm alkyne đầu dãy. Sơ đồ 12 ở trên minh họa cho những miêu tả trên về phản ứng Corey-Fuchs. 
Các phát triển gần đây đã giúp cải tiến phản ứng có thể được thực hiện thông qua tổng hợp một lò (one-pot synthesis).
Phản ứng Corey-Fuchs đã góp phần giúp W.J. Kerr và cộng sự thành công trong tổng hợp toàn phần chất (+)-taylorione. Sơ đồ 13 bên dưới minh họa cho công trình tổng hợp toàn phần nhóm Kerr đã thực hiện.
- Phản ứng oxy hóa Corey–Kim là phương pháp chuyển đổi nhóm alcohol thành các aldehyde hoặc ketone tương ứng. Sự kết hợp giữa N-chlorosuccinimidosulfonium chloride (NCS), dimethylsulfide (DMS) và triethylamine (TEA) trong phản ứng này là một lựa chọn ít độc hại hơn so với các phản ứng oxy hóa khác sử dụng kim loại crôm. Chất thử Corey-Kim được tạo thành nội vị khi NCS và DMS phản ứng với nhau tạo thành hợp chất dimethylsuccinimidosulfonium chloride. Sơ đồ 14 bên dưới minh họa phản ứng oxy hóa sau khi hình thành chất thử Corey-Kim.

Trong phản ứng trên, base triethylamine khử proton tại vị trí α của muối alkoxysulfonium để tạo ra sản phẩm oxy hóa. Phản ứng này có thể tương thích với nhiều alcohol chứa các nhóm chức khác nhau. Tuy nhiên, khi các alcohol chứa nhóm chức allylic và benzylic tham gia phản ứng, các nhóm -OH thường bị thế thành -Cl thay vì xảy ra hiện tượng oxy hóa.
Phản ứng Corey-Kim có thể ứng dụng trong quá trình tổng hợp toàn phần do có điều kiện phản ứng nhẹ và khả năng tương thích với các nhóm chức và nhóm bảo vệ khác nhau. Trong tổng hợp toàn phần chất ingenol, Kuwajima và cộng sự đã tận dụng phản ứng Corey-Kim để chọn lọc oxy hóa alcohol bậc 2 ít bị cản trở không gian hơn. Sơ đồ 15 bên dưới minh họa ứng dụng phản ứng oxy hóa có chọn lọc để tổng hợp toàn phần ingenol.
- Phản ứng olefin hóa Corey-Winter là một phản ứng chuyển hóa đặc hiệu lập thể (stereospecific) từ 1,2-diol thành nhóm alken. Phản ứng này bao gồm cơ chất diol, thiocarbonyldiimidazole, và lượng dư trialkylphosphite. Cơ chế của phản ứng vẫn chưa được xác định chính xác, nhưng các nghiên cứu đã thu hẹp cơ chế lại thành 2 hướng khả thi. Thionocarbonate và trialkylphosphite có thể tạo thành ylide photpho hoặc chất trung gian carbenoid. Phản ứng này đặc hiệu lập thể đối với hầu hết các cơ chất. Tuy nhiên, khi Corey và cộng sự cố gắng tạo hiện tượng cản trở không gian ở đồng phân alken dạng trans trong một vài vòng 7 thành viên, nhóm của ông đã phát hiện rằng khi sản phẩm có cấu trúc bị ứng suất không gian quá lớn, phản ứng không còn hiện tượng đặc hiệu lập thể. Các alken đặc hiệu lập thể tồn tại trong nhiều sản phẩm tự nhiên, và phương pháp này tiếp tục được ứng dụng để tổng hợp các cơ chất phức tạp. Giáo sư T.K.M Shing và cộng sự đã sử dụng phản ứng Corey-Winter để tổng hợp toàn phần chất (+)-Boesenoxide. Sơ đồ 16 bên dưới minh hoạ ứng dụng phản ứng Corey-Winter trong quá trình tổng hợp trên.

- Phản ứng Diels–Alder chọn lọc đồng phân quang học kiểu CBS được phát triển dựa trên cấu trúc của chất xúc tác trong phản ứng khử chọn lọc đồng phân CBS. Sau khi phát triển phản ứng này, chất thử CBS đã chứng minh là một tác nhân đa dụng cho một loạt các chuyển hóa tổng hợp hữu cơ. Việc sử dụng một axit Lewis lập thể như xúc tác CBS có thể mở rộng phạm vi phản ứng của các cơ chất enone không no. Phản ứng có khả năng xảy ra qua trạng thái tiền chuyển tiếp dạng vòng 6 thành viên được sắp xếp chặt chẽ và ổn định, từ đó tạo ra các sản phẩm có độ chọn lọc đồng phân quang học cao. Sơ đồ 17 bên dưới minh họa phản ứng Diels-Alder chọn lọc đồng phân kiểu CBS.

Trạng thái chuyển tiếp này có thể hình thành là do sự tương tác ổn định khi xếp chồng các liên kết pi với nhóm thế phenyl. Độ chọn lọc đồng phân quang học của phản ứng xảy ra khi chất alkadien phải tiếp cận chất dienophile từ mặt đối diện với mặt chứa nhóm thế phenyl.
Phản ứng Diels-Alder là một trong những phản ứng hiệu quả nhất trong lĩnh vực hóa học tổng hợp. Việc sử dụng phản ứng Diels-Alder trong tổng hợp các sản phẩm tự nhiên đặc biệt được áp dụng cho việc tạo thành các vòng 6 thành viên. Sơ đồ 18 bên dưới minh họa ứng dụng của phản ứng Diels-Alder trong tổng hợp toàn phần chất gibberelic acid.
- Phản ứng macrolacton hóa Corey-Nicolaou là phương pháp đầu tiên ứng dụng trong tổng hợp macrolacton hay các vòng lacton có kích thước từ trung bình đến lớn. Trước đây, ngay cả khi ở nồng độ thấp, phản ứng lacton hóa ngoại phân tử (intermolecular) không mong muốn thường chiếm ưu thế hơn so với lacton hóa nội phân tử (intramolecular). Một ưu điểm lớn của phản ứng này là nó được tiến hành trong điều kiện trung tính. Điều này cho phép các nhóm chức dễ bị phân hủy trong môi trường acid hoặc kiềm đều có thể tồn tại được. Tính đến năm 2016, các vòng lacton từ 7 đến 44 thành viên đã được tổng hợp thành công bằng phương pháp này.

Phản ứng này bắt đầu với đun hồi lưu hợp chất 2,2'-dipyridyl disulfide với triphenylphosphine trong môi không phân cực như benzen. Sơ đồ 19 bên trên minh họa cho cơ chế của phản ứng Corey-Nicolaou. Có thể thấy, cơ chế bắt đầu bằng sự hình thành este 2-pyridinethiol sau quá trình đun hồi lưu (reflux). Quá trình chuyển proton và đun nóng tạo ra chất trung gian dị cực (dipolar intermediate). Sau đó, nhóm nucleophile alkoxide tấn công phân tử cacbonyl có tính ái lực điện tử, tạo thành chất trung gian tứ diện (tetrahedral intermediate), và cuối cùng cho ra sản phẩm lacton vòng lớn.
Một trong những ví dụ đầu tiên ứng dụng quy trình này là tổng hợp toàn phần chất zearalenone được minh họa trong sơ đồ (Scheme) 20 bên dưới.
- Phản ứng Johnson-Corey-Chaykovsky là một phuơng pháp tổng hợp epoxit và cyclopropan. Phản ứng tạo ra ylide lưu huỳnh nội vị, và các ylide này phản ứng với các hợp chất enon, keton, aldehyde, và imine để tương ứng tạo thành các epoxide, cyclopropanem và aziridine. 2 biến thể của ylide lưu huỳnh đã được sử dụng, và chúng cho ra các sản phẩm chọn lọc hóa học khác nhau. Sơ đồ 21 bên dưới minh họa cho quá trình chọn lọc này. Cụ thể hơn, ylide dimethylsulfoxonium methylide tạo ra epoxit khi tác dụng với keton. Tuy nhiêm, khi dùng enon, sản phẩm thu được là cyclopropan. Trong khi đó, ylide dimethylsulfonium methylide lại chuyển hóa keton và enon thành các epoxit tương ứng. Dimethylsulfonium methylide có tính phản ứng cao hơn và kém ổn định hơn khi so với dimethylsulfoxonium methylide. Do đó, ylide dimethylsulfonium methylide cần được tổng hợp ở nhiệt độ thấp.

Dựa trên tính phản ứng, một ưu điểm khác biệt nữa của 2 biến thể ylide trên là trong phương diện động học. Cụ thể hơn, các ylide này khác biệt trong tính chọn lọc dị thể. Phản ứng Johnson-Corey-Chaykovsky đã được nghiên cứu chuyên sâu, và các biến thể chọn lọc đồng phân quang học dùng cho xúc tác (catalytic) và theo chuẩn tỉ lệ hóa học (stoichiometric) cũng đã được phát triển. Từ góc nhìn của phân tích tổng hợp ngược, phản ứng này cung cấp một phương án thay thế hợp lý cho các phản ứng epoxit hóa truyền thống từ anken. Danishefsky đã ứng dụng phương pháp này trong tổng hợp taxol. Tính chọn lọc dị thể được thiết lập nhờ các tương tác 1,3 (1,3 interactions) trong trạng thái chuyển tiếp cần thiết cho việc đóng tạo vòng để hình thành epoxit. Sơ đồ 22 bên dưới minh họa ứng dụng của phản ứng Johnson-Corey-Chaykovsky trong tổng hợp toàn phần taxol. 

### Tổng hợp toàn phần
E. J. Corey cùng với nhóm nghiên cứu của ông đã hoàn thành nhiều công trình tổng hợp toàn phần các hợp chất thiên nhiên. Kể từ năm 1950 đến nay, ít nhất 265 hợp chất thiên nhiên đã được tổng hợp bởi nhóm Corey.  
Một trong những công trình hóa học kinh điển thực hiện bởi nhóm Corey là tổng hợp toàn phần các prostaglandin vào năm 1969. Đặc biệt, tổng hợp prostaglandin F2α được xem là một thách thức lớn đối với các nhà hóa học hữu cơ. Phân tử này có cả liên kết đôi đồng phân cis và trans và 5 nguyên tử cacbon bất đối xứng khiến nó trở thành mục tiêu đầy hấp dẫn để nghiên cứu. Phân tích tổng hợp ngược của Corey đã đề xuất một số điểm phân mảnh quan trọng giúp đơn giản hóa các tiền chất. Sơ đồ 23 bên dưới minh họa quá trình phân tích tổng hợp ngược từ prostaglandin F2α bằng cách phân mảnh các liên kết trong phân tử này và các tiền chất. 
Trong sơ đồ trên, có thể thấy, quá trình đơn giản hóa phân tử prostaglandin bắt đầu bằng việc tách 2 chuỗi cacbon tại liên kết đôi thông qua phản ứng Wittig và biến thể Horner-Wadsworth-Emmons. Phản ứng Wittig tạo ra sản phẩm anken dạng cis, trong khi biến thể Horner-Wadsworth-Emmons tạo ra anken dạng trans. Tổng hợp được công bố cho thấy hỗn hợp dị thể đồng phân lập thể (diasteromeric mixture) với tỉ lệ 1:1 sau khi khử nhóm cacbonyl bằng kẽm borohydride để tạo thành nhóm alcohol. Tuy nhiên, vài năm sau, Corey và cộng sự đã phát triển phương pháp khử bằng xúc tác CBS. Một ví dụ điển hình cho ứng dụng của phương pháp này là trong quá trình tổng hợp một trung gian của prostaglandin. Phản ứng khử bằng xúc tác CBS đã giúp tạo ra hỗn hợp dị thể đồng phân lập thể mong muốn với tỉ lệ 9:1. Sơ đồ 24 bên dưới minh họa ứng dụng phản ứng khử được miêu tả bên trên. 
Ở sơ đồ 23, sau khi tách 2 chuỗi cacbon, vòng cyclopentan có thể được đề xuất tồn tại ổn định dưới dạng vòng 5 thành viên hợp nhất với vòng lacton. Chất trung gian có cấu trúc vòng hợp nhất này có thể được tổng hợp từ phản ứng iodolacton hóa tạo ra từ nhóm alcohol allyl. Hợp chất này dẫn đến cấu trúc của một chất trung gian quan trọng có thể tạo ra bởi phản ứng Baeyer-Villiger. Phản ứng oxy hóa này có tính chọn lọc vùng phản ứng khi chỉ chèn 1 nguyên tử oxy giữa nhóm keton và vị trí giàu electron nhất. Từ cấu trúc của chất trung gian tạo thành bởi phản ứng Baeyer-Villiger, ta có thể suy ngược về cấu trúc tạo ra bởi phản ứng Diels-Alder giúp cung cấp khung cacbon từ vòng cyclopentadien và dienophile. Sau này, Corey đã phát triển phản ứng Diels-Alder bất đối xứng sử dụng xúc tác CBS có tính quang học giúp đơn giản hóa đáng kể con đường tổng hợp prostaglandin.
Một số công trình tổng hợp toàn phần tiêu biểu khác được nhóm Corey thực hiện có thể kể đến như:
- Longifolene
- Ginkgolit A và B
- Lactacystin
- Miroestrol
- Ecteinascidin 743
- Salinosporamide A

### Chương trình máy tính
Corey và nhóm nghiên cứu của ông đã tạo ra chương trình LHASA (hay Logic and Heuristics Applied to Synthetic Analysis)). Đây là một chương trình máy tính tích hợp trí tuệ nhân tạo để khám phá các chuỗi phản ứng trong tổng hợp toàn phần. Chương trình này là một trong những chương trình đầu tiên sử dụng giao diện đồ họa để nhập và hiển thị các cấu trúc hóa học.

### Các xuất bản khoa học
E.J. Corey có hơn 1100 bài xuất bản khoa học. Năm 2002, Hiệp hội Hóa học Hoa Kỳ đã vinh danh ông là "Most Cited Author in Chemistry (tạm dịch: Tác giả được trích dẫn nhiều nhất trong lĩnh vực Hóa học)". Năm 2007, ông nhận giải thưởng đầu tiên của Phân ban Xuất bản của ACS mang tên "Cycle of Excellence High Impact Contributor Award" và được xếp hạng là nhà hóa học đứng đầu về tác động nghiên cứu dựa trên chỉ số Hirsch (h-index).
Các cuốn sách tiêu biểu của ông bao gồm:
- Corey, E. J. (2010). Enantioselective chemical synthesis: methods, logic and practice. Dallas, Texas: Direct Book Publishing. ISBN 978-0-615-39515-9. OCLC 868975499.
- Corey, E. J. (1995). The logic of chemical synthesis. New York: John Wiley. ISBN 0-471-11594-0. OCLC 45734016.
- Corey, E. J. (2007). Molecules and medicine. Hoboken, N.J: John Wiley & Sons. ISBN 978-0-470-26096-8. OCLC 156819246.
- Li, Jie (2011). Name Reactions in Heterocyclic Chemistry II. Hoboken, N.J: Wiley. ISBN 978-0-470-08508-0. OCLC 761319808.
- Li, Jie (2007). Name reactions for functional group transformations. Hoboken, N.J: Wiley-Interscience. ISBN 978-0-471-74868-7. OCLC 85851580.

## Biến cố tự sát của Altom
Một trong những sinh viên của E.J. Corey là Jason Altom đã tự sát vào năm 1998. Vụ việc này gây ra tranh cãi vì trong thư tuyệt mệnh của mình, Altom đã đích danh đổ lỗi cho Corey, người hướng dẫn nghiên cứu của anh, là nguyên nhân dẫn đến cái chết. Trong thư tuyệt mệnh, Altom nêu "abusive research supervisors (tạm dịch: các giám sát nghiên cứu ngược đãi)" là một trong những lý do khiến anh quyết định tự kết liễu cuộc đời. Ngoài ra, lá thư còn đưa ra những chỉ dẫn rõ ràng về cách cải thiện mối quan hệ giữa sinh viên và người hướng dẫn.
Altom là thành viên thứ ba trong phòng thí nghiệm của Corey tự sát kể từ năm 1980. Corey vô cùng đau buồn và bối rối trước cái chết của học trò mình. Ông từng phát biểu rằng: "That letter doesn't make sense. At the end, Jason must have been delusional or irrational in the extreme (tạm dịch: Bức thư đó không có ý nghĩa. Ở cuối thư, Jason chắc hẳn đã bị ảo tưởng hoặc mất lý trí đến mức cực đoan)." Corey cũng khẳng định ông chưa bao giờ nghi ngờ đóng góp trí tuệ của Altom. "I did my best to guide Jason as a mountain guide would to guide someone climbing a mountain. I did my best every step of the way (tạm dịch: Tôi đã cố gắng hướng dẫn Jason như một người hướng dẫn leo núi dẫn dắt người leo núi từng bước. Tôi đã làm hết sức ở mỗi bước của quá trình". Ông nói thêm: "My conscience is clear. Everything Jason did came out of our partnership. We never had the slightest disagreement (tạm dịch: Lương tâm tôi trong sạch. Mọi việc Jason làm đều xuất phát từ sự hợp tác của chúng tôi. Chúng tôi chưa từng có bất đồng nào)". Tổ chức American Foundation for Suicide Prevention (AFSP) đã chỉ ra bài báo của The New York Times về vụ tự tử của Altom là ví dụ cho việc đưa tin nhằm mục đích gây tranh cãi. AFSP cho rằng Altom đã biểu hiện các dấu hiệu cảnh báo về trầm cảm và ý định tự tử, trong khi bài báo đã quy trách nhiệm không công bằng cho Corey mà không có bằng chứng thứ cấp cho thấy hành vi của người hướng dẫn đã góp phần gây ra sự căng thẳng cho Altom. Theo tờ The Boston Globe, sinh viên và các giáo sư tại trường cho biết Altom thực tế vẫn nhận được sự ủng hộ từ Corey.

## Các thành viên của nhóm Corey
Tính đến năm 2010, có khoảng 700 sinh viên/nghiên cứu sinh đã hoặc đang là thành viên trong nhóm của Corey. Một số sinh viên nổi trội từng làm việc trong nhóm của ông như Eric Block, Dale L. Boger, Weston T. Borden, David E. Cane, Rick L. Danheiser, William L. Jorgensen, John Katzenellenbogen, Alan P. Kozikowski, Bruce H. Lipshutz, David R. Liu, Albert Meyers, K. C. Nicolaou, Noyori Ryōji, Gary H. Posner, Bengt I. Samuelsson, Dieter Seebach, Vinod K. Singh, Brian Stoltz, Alice Ting, Hisashi Yamamoto, Phil Baran, và Jin-Quan Yu. Vào tháng 7 năm 2008, một cơ sở dữ liệu chứa thông tin của 580 cựu thành viên nhóm Corey và công việc hiện tại của họ đã được xây dựng để dành tặng Corey trong dịp sinh nhật lần thứ 80 của ông. 

## Các quy tắc Woodward–Hoffmann
Khi được trao tặng Huy chương Priestley năm 2004, E. J. Corey đã tạo ra một cuộc tranh cãi với tuyên bố của mình rằng ông đã truyền cảm hứng cho Robert Burns Woodward trước khi các quy tắc Woodward–Hoffmann được đề xuất. Corey đã viết: 
"On May 4, 1964, I suggested to my colleague R. B. Woodward a simple explanation involving the symmetry of the perturbed (HOMO) molecular orbitals for the stereoselective cyclobutene → 1,3-butadiene and 1,3,5-hexatriene → cyclohexadiene conversions that provided the basis for the further development of these ideas into what became known as the Woodward–Hoffmann rules."
Tạm dịch:
"Vào ngày 4 tháng 5 năm 1964, tôi đã gợi ý với người đồng nghiệp R. B. Woodward một lời giải thích đơn giản liên quan đến tính đối xứng của các vân đạo phân tử nhiễu loạn (HOMO) đối với các chuyển đổi chọn lọc lập thể cyclobuten → 1,3-butadien và 1,3,5-hexatrien → cyclohexadien. Giải thích này đã tạo cơ sở cho sự phát triển hơn nữa các ý tưởng khác để tạo thành cái được gọi là các quy tắc Woodward–Hoffmann."
Đây là tuyên bố công khai đầu tiên của Corey về đề xuất của mình từ ngày 5 tháng 5 năm 1964. Woodward đã trình bày giải thích của Corey như suy nghĩ của riêng mình mà không đề cập đến Corey và cuộc trò chuyện ngày 4 tháng 5. Corey đã thảo luận riêng về đề xuất của mình với Hoffmann và các đồng nghiệp thân thiết từ năm 1964. Corey cũng đề cập rằng ông đã đưa ra tuyên bố tại buổi lễ trao Huy chương Priestley "so the historical record would be correct (tạm dịch: để hồ sơ lịch sử được chính xác)".
Tuyên bố và đóng góp của Corey đã bị Roald Hoffmann bác bỏ công khai trên tạp chí Angewandte Chemie. Trong lời bác bỏ, Hoffmann nói rằng ông đã hỏi Corey trong suốt cuộc thảo luận dài của họ về lý do tại sao Corey không công khai vấn đề này. Corey đã trả lời rằng ông nghĩ một sự bất đồng quan điểm công khai như vậy sẽ gây tổn hại cho Harvard, và ông sẽ không "consider doing anything against Harvard, to which I was and am so devoted (tạm dịch: cân nhắc làm bất cứ điều gì chống lại Harvard, nơi mà tôi đã và đang hết lòng cống hiến". Corey cũng hy vọng rằng chính Woodward sẽ sửa lại hồ sơ lịch sử "as he grew older, more considerate, and more sensitive to his own conscience (khi ông già đi, trở nên chu đáo hơn, và nhạy cảm hơn với lương tâm của chính mình)". Tuy nhiên, Woodward đã đột ngột qua đời vì một cơn đau tim trong giấc ngủ vào năm 1979.

## Các giải thưởng và vinh danh
E.J. Corey đã nhận hơn 40 giải thưởng lớn bao gồm Giải Linus Pauling (1973), Huy chương Franklin (1978), Giải Tetrahedron (1983), Giải Wolf về Hóa học (1986), Huy chương Khoa học Quốc gia Hoa Kỳ (1988), Giải Nhật Bản (1989), Giải Nobel Hóa học (1990), Giải Golden Plate của Viện Thành tựu Mỹ (1991), Giải Roger Adams (1993) và Huy chương Priestley (2004). Ông được vinh danh vào Đại sảnh Danh vọng của Hội Huynh đệ Alpha Chi Sigma năm 19982. Tính đến năm 2008, ông đã nhận 19 bằng Tiến sĩ Danh dự từ các trường đại học trên toàn thế giới, bao gồm Đại học Oxford (Anh), Đại học Cambridge (Anh), và Đại học Quốc gia Trung Chính. Năm 2013, Viện Nghiên cứu Y sinh E.J. Corey (Corey Institute of Biomedical Research hay CIBR) được thành lập tại Giang Âm, tỉnh Giang Tô, Trung Quốc.
Ngoài ra, Corey còn được bầu làm Thành viên Nước ngoài của Hội Hoàng gia Anh (Foreign Member of the Royal Society - ForMemRS) vào năm 1998. 